# ريتشارد ديمنغ
ريتشارد ديمنغ (بالإنجليزية: Richard Deming)‏ هو شاعر أمريكي، ولد في 1970.